# Izvoru Berheciului (gmina)
Izvoru Berheciului – gmina w Rumunii, w okręgu Bacău. Obejmuje miejscowości Antohești, Băimac, Făghieni, Izvoru Berheciului, Obârșia, Oțelești i Pădureni. W 2011 roku liczyła 1537 mieszkańców.